# Jan Dowgiałło
Jan Dowgiałło (ur. 29 lutego 1932 w Nowomalinie, zm. 15 maja 2019 w Warszawie) – polski hydrogeolog, profesor nauk przyrodniczych, w latach 1990–1993 ambasador RP w Izraelu.

## Życiorys
Urodził się w rodzinie Karola Dominika Mariana Dowgiałły i Zofii Potulickiej z Więcborga (oboje rodzice zginęli w czasie II wojny światowej). W 1953 ukończył studia na Uniwersytecie Wrocławskim. Specjalizował się w hydrogeologii, hydrogeotermii i hydrogeochemii izotopowej. Był autorem lub redaktorem wielu publikacji (m.in. jednym z redaktorów Słownika hydrogeologicznego, 2002). Pracował w Instytucie Nauk Geologicznych Polskiej Akademii Nauk, gdzie pełnił funkcję przewodniczącego Rady Naukowej, był członkiem Polskiego Towarzystwa Geologicznego.
W 1990 został mianowany ambasadorem Polski w Izraelu (pierwszym od zerwania stosunków dyplomatycznych przez władze PRL w 1967). W 1993 zainicjował stworzenie Katedry Historii i Kultury Polskiej na Uniwersytecie Hebrajskim w Jerozolimie, która rozpoczęła działalność w 1999 pod opieką MSZ. Był wykładowcą tej Katedry.
Wypromował co najmniej troje doktorów.
Przez długi czas był członkiem władz Towarzystwa Przyjaźni Polsko-Izraelskiej.
Wywodził się z rodziny, która niegdyś pieczętowała się herbem Zadora.

## Publikacje
- (wraz z Andrzejem Karskim i Ignacym Potockim), Geologia surowców balneologicznych, Wydawnictwa Geologiczne, Warszawa 1969.
- (aut. Jan Dowgiałło et al.; red. nauk. Stanisław Turek), Poradnik hydrogeologa, Wydawnictwa Geologiczne, Warszawa 1971.
- Zarys gospodarki wodnej i przepisy prawne, Wydawnictwo Geologiczne, Warszawa 1972
- (red. naukowa) Słownik hydrogeologiczny, Ministerstwo Środowiska, Państwowy Instytut Geologiczny, Warszawa 2002